# RTT DeltaGen
RTT DeltaGen是由总部设在德国慕尼黑的RTT公司研发的实时可视化软件，广泛应用于汽车、飞机、家用电器、消费电器及服装的制造业中。该款软件可以提供逼真的、基于物理真实的、实时的三维可视化，比较高端。 它能帮助产品设计、研发、装配、市场销售等各个环节提高工作流程的效率、节省时间，具有很强的灵活性。用RTT DeltaGen创造出来的影象、视频等可以达到照片级的视觉质量，令人印象深刻。
RTT DeltaGen中的数据往往是从其他工业数据（CAD数据）导入的，所以会涉及到要用不同的数据接口。
RTT DeltaGen还配有不同的可选模块，实现更多的功能： 
- RTT CAD and kinematics converters (diverse)
- RTT Analyzer
- RTT Human
- RTT Ramsis
- RTT PathPlanner
- RTT RealFluid
- RTT Scale plus, RTT Scale advanced, RTT Scale unlimited
- RTT Presenter
- RTT Immersive
- RTT RealView
- RTT LayerCreator